# Difteri
Luftvägsdifteri (även kallad äkta krupp och stryparsjukan) är en mycket allvarlig sjukdom som orsakas av bakterien Corynebacterium diphtheriae. Namnet kommer av grekiskans diphthera (läder). Bakterien koloniserar slemhinnor, vanligtvis i svalget, och kan då bilda en karaktäristisk fastsittande gråaktig tjock beläggning. Bakterien utsöndrar ett toxin som orsakar lokala skador och också kan spridas i kroppen och skada bland annat hjärta och nerver. Beläggningen kan ge andningssvårigheter för spädbarn. Genom bättre hygien och allmänna vaccinationer – sedan 1950 ingår den i barnvaccinationerna – har difteri blivit ovanligt i Sverige. Sjukdomen är däremot vanligt förekommande i många utvecklingsländer och under senare år har den på grund av sänkt sjukvårdsstandard ökat i flera östeuropeiska länder, bland annat i Ryssland och Ukraina.
Sjukdomen har varit känd länge. Den beskrevs under 400-talet f.Kr. av Hippokrates och epidemier beskrevs under 500-talet av Aetius. Bakterien upptäcktes av Klebs 1883 och odlades av Löffler 1884. Antitoxin uppfanns sent på 1800-talet och toxoid utvecklades på 1920-talet.
Difteri finns endast hos människor. Sjukdomen sprids genom direktkontakt med en sjuk person, huvudsakligen genom saliv, till exempel när man använder gemensamma glas och matbestick eller genom kyssar. Inkubationstiden är två till fem dygn från smittotillfället tills sjukdomen bryter ut.
Huddifteri orsakas av toxinbildande stammar av Corynebacterium diphtheriae eller Corynebacterium ulcerans.

## Bakterien som orsakar difteri
Den direkta orsaken till difteri är Corynebacterium diphtheriae, en aerob grampositiv bakterie. Det finns fyra typer, gravis, intermedius, mitis och belfanti. Alla fyra kan orsaka difteri, men endast om de infekterats av ett virus, en bakteriofag, som överfört den gen som gör att de kan producera toxin. Bakterier som inte har denna gen orsakar inte difteri och kan inte ge den karakteristiska grå beläggningen. 

## Symptom

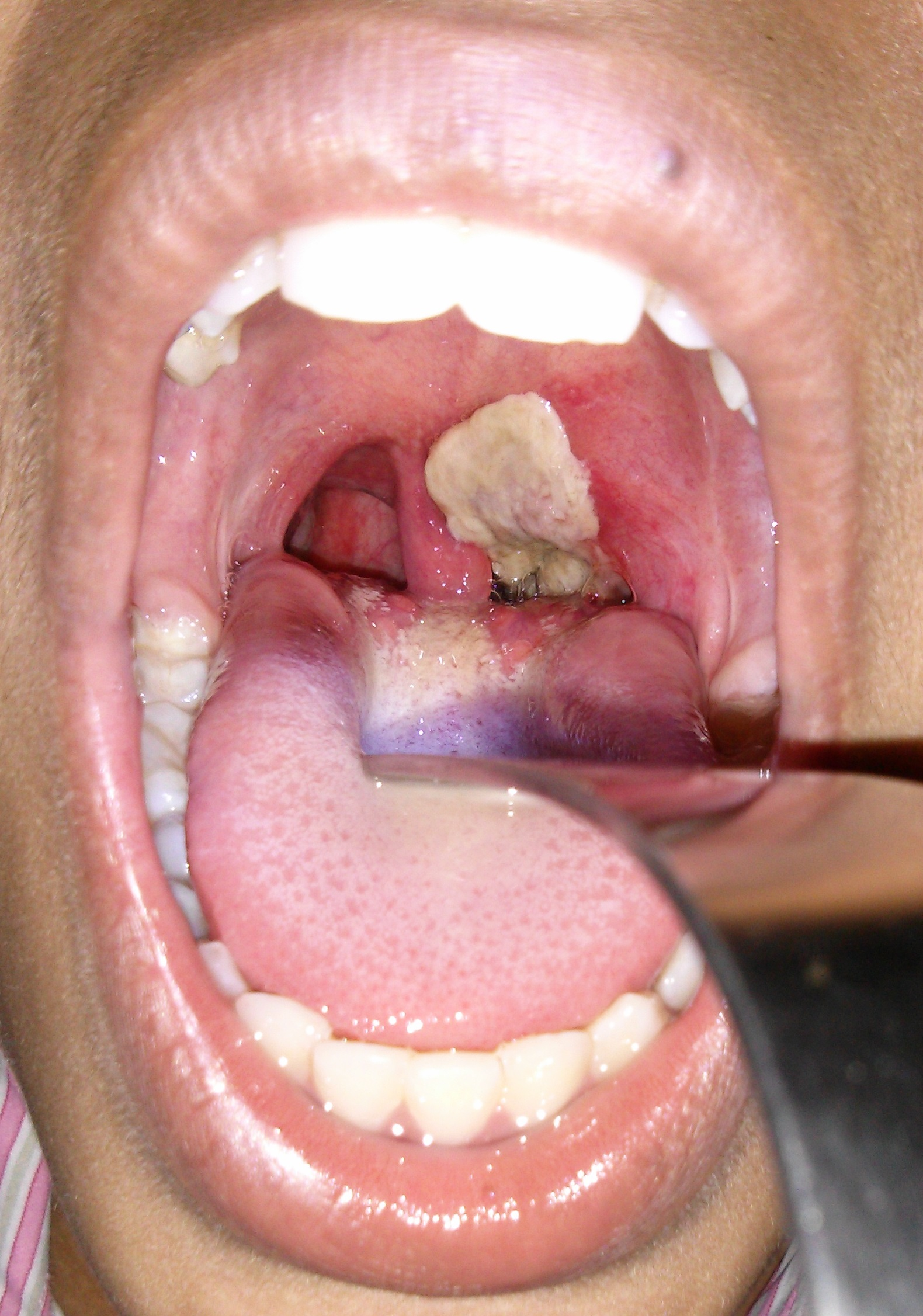
En fast tjock grå beläggning som täcker tonsillerna är ett typiskt tecken på difteri.

Symptom är oftast svalginfektion och kan likna halsfluss med feber. Difteri kan ge svårigheter att svälja och svullnad i halsen med tjocka gråa beläggningar. Beläggningarna kan bli omfattande och kan ge andningssvårigheter, särskilt för spädbarn som har trånga luftvägar. Sjukdomen kan också angripa slemhinnan i näsan.
Difteri kan orsaka en karaktäristisk svullnad av halsen ("tjurnacke") på grund av svullna cervikala (hals-)lymfknutor.
Vid svårläkta sår hos patienter som varit i Afrika eller Asien kan huddifteri vara orsaken (enligt norska Wikipedia uppvisar hudinfektionen en typisk kronisk mild infektion och långsam läkning av sår på benen).

## Komplikationer
I efterförloppet kan difteritoxinet skada andra organ, såsom nervsystemet (förlamningar) och hjärtat (rytmrubbningar).
Om sjukdomen lämnas obehandlad leder den till döden för upp till tio procent av de smittade. 

## Behandling
Difteri behandlas med antibiotika. Det påverkar dock inte det gift som redan spridits i kroppen av bakterierna varvid sjukdomsförloppet kan vara långvarigt.

## Epidemiologi
Risken att insjukna i difteri minskade med 97 procent mellan 1980 och 2007. Källa: WHO

## Difteri i Sverige
Difteri är en allmänfarlig sjukdom enligt Smittskyddslagen.